# Bergischer Volksbote
Der Bergische Volksbote (BV) war eine seit 1864 in Burscheid erscheinende lokale Tageszeitung, die 2019 im Remscheider General-Anzeiger aufging.
Vorgänger war das 1861–1864 erscheinende „Lokal-Blatt für Bourscheid und Umgebung“. Ab Oktober 1864 erschien der Bergische Volksbote zweimal in der Woche, ab 1909 dreimal. 1929 wurde es zur Tageszeitung.
Der Bergische Volksbote erschien in der Nachkriegszeit im Verlag von Willi Fehl („Burscheider Druckwerkstätten“). Er bezog seinen Mantel von der Bergischen Landeszeitung aus Bergisch Gladbach sowie gelegentlich Seiten aus der in Opladen erschienenen Rhein-Wupper-Zeitung, unter deren Namen er auch erschien. Die Zeitung wurde auch Bergisch Gladbach gedruckt. Nachdem die Bergische Landeszeitung ab 1952 in der Kölnischen Rundschau aufging, kam der Mantel von der Westdeutschen Rundschau aus Wuppertal, 1965 wurde aus dem BV eine Nebenausgabe der Westdeutschen Rundschau. Nach deren Übernahme 1971 kam der BV zur Westdeutschen Zeitung.
Die WZ-Lokalausgabe „Bergischer Volksbote“ wurde von einer Lokalredaktion in Burscheid erstellt, die ab spätestens 1996 nur noch aus dem Journalisten Ekkehard Rüger bestand. Für eine Geschichte über eine geplante Geschäftsreise des Stadtwerke-Burscheid-Aufsichtsrats auf eine norwegische Förderplattform erhielt er 2007 den Wächterpreis der deutschen Tagespresse. Im gleichen Jahr ergänzte der Verlag den Bergischen Volksboten um einige Seiten über die Burscheider Nachbarorte.
2019 verkaufte die WZ den Bergischen Volksboten an den Verlag des Remscheider General-Anzeigers. Der Bergische Volksbote wurde Anfang Juli mit deren Wermelskirchener Lokalausgabe vereinigt. Der BV erschien zuletzt in einer Auflage von etwa 900 Exemplaren.